# Defensionskommissionen
Defensionskommissionen var ett utskott till svenska rådet, som under åren 1700–1714 hade högsta ledningen av Sveriges militära angelägenheter under den tid Karl XII vistades utomlands. Kommissionen bestod av åtta rådsherrar.
Defensionskommissionen tillsattes ursprungligen, enligt direktiv från den 7 april 1700, för att yttra sig över en plan för försvar av kusten och norska gränsen under den tid kungen dragit ut i krig mot Danmark. Dess första möte hölls den 10 april samma år. Senare uppdrogs åt utskottet att sköta alla ärenden som rörde armén och flottan, så som anskaffning av folk, vapen, annan nödvändig materiel och proviant. Det var en mycket svår uppgift att tillgodose de enorma behov som den ständiga krigföringen medförde, men defensionskommissionen lyckades utföra sin uppgift mycket väl.
Defensionskommissionen avvecklades genom ett brev från Karl XII daterat den 24 oktober 1713 och dess sista protokoll är från den 23 april 1714. Totalt omfattar protokollet 100 band. Kommissionens uppgifter kom därefter att hanteras av hela rådet.